# Sy (Ardenas)
Sy é uma comuna francesa na região administrativa de Grande Leste, no departamento das Ardenas. Estende-se por uma área de 7,97 km². Em 2010 a comuna tinha 53 habitantes (densidade: 6,6 hab./km²).